# China Open 1996
Die China Open 1996 im Badminton fanden vom 30. Oktober bis zum 3. November 1996 in Dongguan statt. Das Preisgeld betrug 140.000 Dollar.

## Sieger und Platzierte
| Disziplin    | Gold                         | Silber                      | Bronze                     |
| ------------ | ---------------------------- | --------------------------- | -------------------------- |
| Herreneinzel | Fung Permadi                 | Luo Yigang                  | Sun Jun                    |
| Herreneinzel | Fung Permadi                 | Luo Yigang                  | Indra Wijaya               |
| Dameneinzel  | Zhang Ning                   | Wang Chen                   | Dai Yun                    |
| Dameneinzel  | Zhang Ning                   | Wang Chen                   | Zeng Yaqiong               |
| Herrendoppel | Sigit Budiarto Candra Wijaya | Ricky Subagja Rexy Mainaky  | Ha Tae-kwon Kang Kyung-jin |
| Herrendoppel | Sigit Budiarto Candra Wijaya | Ricky Subagja Rexy Mainaky  | Ge Cheng Tao Xiaoqiang     |
| Damendoppel  | Qin Yiyuan Tang Hetian       | Kim Mee-hyang Park Soo-yun  | Gong Ruina Yao Jie         |
| Damendoppel  | Qin Yiyuan Tang Hetian       | Kim Mee-hyang Park Soo-yun  | Peng Xinyong Zhang Jin     |
| Mixed        | Chen Xingdong Peng Xinyong   | Michael Søgaard Rikke Olsen | Yang Ming Zhang Jin        |
| Mixed        | Chen Xingdong Peng Xinyong   | Michael Søgaard Rikke Olsen | Liu Yong Han Jingna        |

## Finalresultate
| Disziplin    | Sieger                       | Finalist                    | Ergebnis    |
| ------------ | ---------------------------- | --------------------------- | ----------- |
| Herreneinzel | Fung Permadi                 | Luo Yigang                  | 15-12, 15-9 |
| Dameneinzel  | Zhang Ning                   | Wang Chen                   | 11-6, 11-6  |
| Herrendoppel | Sigit Budiarto Candra Wijaya | Ricky Subagja Rexy Mainaky  | 15-12, 15-5 |
| Damendoppel  | Qin Yiyuan Tang Hetian       | Kim Mee-hyang Park Soo-yun  | 15-2, 15-12 |
| Mixed        | Chen Xingdong Peng Xinyong   | Michael Søgaard Rikke Olsen | 15-10, 15-4 |